# Vodroffsvej
Vodroffsvej er en ca. 950 meter lang gade på Frederiksberg i København. Gaden løber parallelt med Sankt Jørgens Sø og forbinder Rosenørns Allé og Gammel Kongevej. I begge ender går gaden ganske tæt på grænsen til Københavns Kommune; henholdsvis bydelene Nørrebro i nord og Vesterbro i syd.
Vejen har sit navn efter Vodroffgård, der blev anlagt som klædemølle i 1699 af regimentskvartermester Georg Julius Wodroff. Det var et tidligt eksempel på et dansk industrieventyr, og det holdt faktisk i små hundrede år – med skiftende ejere. Vodroffsgård – fra 1860'erne kaldt Vodrofflund – blev revet ned i 1908. Den lå omtrent, hvor Danasvej ligger i dag.

## Historie
Området vest for Sankt Jørgens Sø blev benyttet til udenværker, før det blev givet til regimentskvartermester Georg Julius Wodroff i 1698 som følge af datidens merkantile politik. Han etablerede vandmøllen Vodroffgård, hvor Ladegårdsåen løb ud i Søerne. Det var oprindeligt en klædemølle, men den blev snart benyttet til andre formål. I 1702 fik han et 12-årigt monopol på produktion af perlegryn og snustobak samt en slibe- og polermølle i tre mils afstand fra København. Fra 1733 blev Vodroffgård benyttet til produktion af sejl til den danske flåde.
Hartvig Marcus Frisch, der var direktør for Den Kongelige Grønlandske Handel ejede stedet fra 1794 til 1803. Industrieventyret ophørte i 1790'erne, og ejendommen blev i stedet benyttet som landsted for skiftende ejere, indtil det blev omdannet til forlystelsesstedet Vodrofflund i 1868.
Gaden blev anlagt, da den såkaldte demarkationslinje blev rykket tilbage til Søerne i 1850'erne. Marstrands Bryggeri blev etableret i nr. 25 i 1865. Det blev hurtigt til en af landets største producenter af tyndt øl. Det blev fusioneret med flere andre bryggerier til De Forenede Bryggerier i 1891. Bygningerne blev revet ned i 1976.

## Bygninger og beboere
Det funktionalistiske beboelseskompleks i nr. 2 blev opført af Harald 'Guld-Harald' Simonsen i 1929 som det første resultat af en lang række samarbejder mellem arkitekterne Kay Fisker og C.F. Møller. De to huse i nr. 8 og 10 blev opført i 1865 efter tegninger af Jacob Wilhelm Frohne. De blev fredede i 1980 og 1981. Etageejendommene i nr. 5, 7 og 9 er fra sidste halvdel af 1860'erne og blev opført efter tegninger af Vilhelm Friederichsen.
HORESTA, der er en brancheorganisation for hotel-, restaurant- og turisterhvervet, holder til i nr. 32. Bygningen i nr. 34 blev opført for Det Kongelige Klasselotteri af Emil Jørgensen i 1897. De to identiske bygninger i nr. 37-39 og nr. 41-43 på hver sin side af Danasvej blev opført i 1905-1909 efter tegninger af Ulrik Plesner og Aage Langeland-Mathiesen og med dekorationer af Thorvald Bindesbøll.
Gotved Instituttets bygning i nr. 51 blev opført i 1908 efter tegninger af Peder Vilhelm Jensen-Klint. Den blev fredet i 1989.
Green Power Denmark holder til i nr. 59.